# Eleições legislativas portuguesas de 1987 no distrito do Porto
| Eleições legislativas portuguesas de 1987 Distritos: Aveiro \| Beja \| Braga \| Bragança \| Castelo Branco \| Coimbra \| Évora \| Faro \| Guarda \| Leiria \| Lisboa \| Portalegre \| Porto \| Santarém \| Setúbal \| Viana do Castelo \| Vila Real \| Viseu \| Açores \| Madeira \| Estrangeiro |

## Resultados por Concelho
Os resultados nos concelhos do Distrito do Porto foram os seguintes:

### Amarante
| Partido                 | Partido                           | Votos  | %               | +/-   |
| ----------------------- | --------------------------------- | ------ | --------------- | ----- |
|                         | Partido Social Democrata          | 14 784 | 53,40 / 100,00  | 20,61 |
|                         | Partido Socialista                | 7 296  | 26,35 / 100,00  | 0,93  |
|                         | Coligação Democrática Unitária    | 1 451  | 5,24 / 100,00   | 2,46  |
|                         | Centro Democrático e Social       | 1 015  | 3,67 / 100,00   | 4,39  |
|                         | Partido Renovador Democrático     | 879    | 3,18 / 100,00   | 15,22 |
|                         | Partido Socialista Revolucionário | 323    | 1,17 / 100,00   | 0,27  |
|                         | Outros                            | 1 185  | 4,28 / 100,00   |       |
| Votos Inválidos         | Votos Inválidos                   | 751    | 2,71 / 100,00   | 0,60  |
| Total                   | Total                             | 27 684 | 100,00 / 100,00 |       |
| Eleitorado/Participação | Eleitorado/Participação           | 38 667 | 71,60 / 100,00  | 0,74  |

### Baião
| Partido                 | Partido                           | Votos  | %               | +/-   |
| ----------------------- | --------------------------------- | ------ | --------------- | ----- |
|                         | Partido Social Democrata          | 5 991  | 52,43 / 100,00  | 25,33 |
|                         | Partido Socialista                | 3 148  | 27,55 / 100,00  | 4,62  |
|                         | Coligação Democrática Unitária    | 468    | 4,10 / 100,00   | 3,43  |
|                         | Centro Democrático e Social       | 378    | 3,31 / 100,00   | 5,37  |
|                         | Partido Renovador Democrático     | 314    | 2,75 / 100,00   | 12,05 |
|                         | Partido Socialista Revolucionário | 183    | 1,60 / 100,00   | 0,94  |
|                         | Outros                            | 443    | 3,88 / 100,00   |       |
| Votos Inválidos         | Votos Inválidos                   | 502    | 4,39 / 100,00   | 1,28  |
| Total                   | Total                             | 11 427 | 100,00 / 100,00 |       |
| Eleitorado/Participação | Eleitorado/Participação           | 18 162 | 62,92 / 100,00  | 0,45  |

### Felgueiras
| Partido                 | Partido                           | Votos  | %               | +/-   |
| ----------------------- | --------------------------------- | ------ | --------------- | ----- |
|                         | Partido Social Democrata          | 14 047 | 53,76 / 100,00  | 27,72 |
|                         | Partido Socialista                | 6 777  | 25,94 / 100,00  | 0,10  |
|                         | Coligação Democrática Unitária    | 1 423  | 5,45 / 100,00   | 1,18  |
|                         | Centro Democrático e Social       | 1 205  | 4,61 / 100,00   | 7,46  |
|                         | Partido Renovador Democrático     | 778    | 2,98 / 100,00   | 20,23 |
|                         | Partido Socialista Revolucionário | 331    | 1,27 / 100,00   | 0,66  |
|                         | Outros                            | 915    | 3,49 / 100,00   |       |
| Votos Inválidos         | Votos Inválidos                   | 652    | 2,49 / 100,00   | 0,60  |
| Total                   | Total                             | 26 128 | 100,00 / 100,00 |       |
| Eleitorado/Participação | Eleitorado/Participação           | 34 273 | 76,23 / 100,00  | 0,77  |

### Gondomar
| Partido                 | Partido                        | Votos  | %               | +/-   |
| ----------------------- | ------------------------------ | ------ | --------------- | ----- |
|                         | Partido Social Democrata       | 37 084 | 46,87 / 100,00  | 21,11 |
|                         | Partido Socialista             | 20 599 | 26,04 / 100,00  | 4,36  |
|                         | Coligação Democrática Unitária | 11 522 | 14,56 / 100,00  | 3,70  |
|                         | Partido Renovador Democrático  | 3 876  | 4,90 / 100,00   | 17,67 |
|                         | Centro Democrático e Social    | 2 160  | 2,73 / 100,00   | 4,05  |
|                         | Outros                         | 2 521  | 3,20 / 100,00   |       |
| Votos Inválidos         | Votos Inválidos                | 1 355  | 1,72 / 100,00   | 0,80  |
| Total                   | Total                          | 79 117 | 100,00 / 100,00 |       |
| Eleitorado/Participação | Eleitorado/Participação        | 99 962 | 79,15 / 100,00  | 1,61  |

### Lousada
| Partido                 | Partido                           | Votos  | %               | +/-   |
| ----------------------- | --------------------------------- | ------ | --------------- | ----- |
|                         | Partido Social Democrata          | 10 922 | 55,04 / 100,00  | 25,59 |
|                         | Partido Socialista                | 5 228  | 26,35 / 100,00  | 0,15  |
|                         | Coligação Democrática Unitária    | 1 135  | 5,72 / 100,00   | 2,26  |
|                         | Centro Democrático e Social       | 694    | 3,50 / 100,00   | 5,64  |
|                         | Partido Renovador Democrático     | 587    | 2,96 / 100,00   | 17,55 |
|                         | Partido Socialista Revolucionário | 210    | 1,06 / 100,00   | 0,23  |
|                         | Outros                            | 639    | 3,22 / 100,00   |       |
| Votos Inválidos         | Votos Inválidos                   | 428    | 2,16 / 100,00   | 0,75  |
| Total                   | Total                             | 19 843 | 100,00 / 100,00 |       |
| Eleitorado/Participação | Eleitorado/Participação           | 26 591 | 74,62 / 100,00  | 0,38  |

### Maia
| Partido                 | Partido                        | Votos  | %               | +/-   |
| ----------------------- | ------------------------------ | ------ | --------------- | ----- |
|                         | Partido Social Democrata       | 24 000 | 49,00 / 100,00  | 22,68 |
|                         | Partido Socialista             | 13 767 | 28,11 / 100,00  | 4,98  |
|                         | Coligação Democrática Unitária | 4 402  | 8,99 / 100,00   | 2,56  |
|                         | Partido Renovador Democrático  | 2 576  | 5,26 / 100,00   | 19,23 |
|                         | Centro Democrático e Social    | 1 733  | 3,54 / 100,00   | 5,90  |
|                         | Outros                         | 1 629  | 3,32 / 100,00   |       |
| Votos Inválidos         | Votos Inválidos                | 869    | 1,77 / 100,00   | 0,58  |
| Total                   | Total                          | 48 976 | 100,00 / 100,00 |       |
| Eleitorado/Participação | Eleitorado/Participação        | 63 616 | 76,99 / 100,00  | 2,91  |

### Marco de Canaveses
| Partido                 | Partido                           | Votos  | %               | +/-   |
| ----------------------- | --------------------------------- | ------ | --------------- | ----- |
|                         | Partido Social Democrata          | 14 429 | 60,70 / 100,00  | 26,39 |
|                         | Partido Socialista                | 4 530  | 19,06 / 100,00  | 4,45  |
|                         | Centro Democrático e Social       | 1 781  | 7,49 / 100,00   | 7,92  |
|                         | Coligação Democrática Unitária    | 978    | 4,11 / 100,00   | 2,38  |
|                         | Partido Renovador Democrático     | 476    | 2,00 / 100,00   | 11,32 |
|                         | Partido Socialista Revolucionário | 253    | 1,06 / 100,00   | 0,44  |
|                         | Outros                            | 749    | 3,17 / 100,00   |       |
| Votos Inválidos         | Votos Inválidos                   | 574    | 2,42 / 100,00   | 0,66  |
| Total                   | Total                             | 23 770 | 100,00 / 100,00 |       |
| Eleitorado/Participação | Eleitorado/Participação           | 31 795 | 74,76 / 100,00  | 2,46  |

### Matosinhos
| Partido                 | Partido                        | Votos   | %               | +/-   |
| ----------------------- | ------------------------------ | ------- | --------------- | ----- |
|                         | Partido Social Democrata       | 36 431  | 42,56 / 100,00  | 17,68 |
|                         | Partido Socialista             | 29 647  | 34,64 / 100,00  | 7,26  |
|                         | Coligação Democrática Unitária | 8 968   | 10,48 / 100,00  | 2,60  |
|                         | Partido Renovador Democrático  | 4 370   | 5,11 / 100,00   | 17,99 |
|                         | Centro Democrático e Social    | 2 377   | 2,78 / 100,00   | 4,26  |
|                         | Outros                         | 2 429   | 2,84 / 100,00   |       |
| Votos Inválidos         | Votos Inválidos                | 1 373   | 1,60 / 100,00   | 0,56  |
| Total                   | Total                          | 85 595  | 100,00 / 100,00 |       |
| Eleitorado/Participação | Eleitorado/Participação        | 108 010 | 79,25 / 100,00  | 2,38  |

### Paços de Ferreira
| Partido                 | Partido                        | Votos  | %               | +/-   |
| ----------------------- | ------------------------------ | ------ | --------------- | ----- |
|                         | Partido Social Democrata       | 14 895 | 64,54 / 100,00  | 27,07 |
|                         | Partido Socialista             | 4 458  | 19,32 / 100,00  | 5,77  |
|                         | Coligação Democrática Unitária | 1 182  | 5,12 / 100,00   | 2,59  |
|                         | Centro Democrático e Social    | 1 004  | 4,35 / 100,00   | 8,05  |
|                         | Partido Renovador Democrático  | 491    | 2,13 / 100,00   | 10,78 |
|                         | Outros                         | 751    | 3,25 / 100,00   |       |
| Votos Inválidos         | Votos Inválidos                | 296    | 1,28 / 100,00   | 0,35  |
| Total                   | Total                          | 23 077 | 100,00 / 100,00 |       |
| Eleitorado/Participação | Eleitorado/Participação        | 28 877 | 79,91 / 100,00  | 0,77  |

### Paredes
| Partido                 | Partido                        | Votos  | %               | +/-   |
| ----------------------- | ------------------------------ | ------ | --------------- | ----- |
|                         | Partido Social Democrata       | 24 361 | 64,74 / 100,00  | 31,83 |
|                         | Partido Socialista             | 6 320  | 16,79 / 100,00  | 3,05  |
|                         | Centro Democrático e Social    | 2 252  | 5,98 / 100,00   | 11,40 |
|                         | Coligação Democrática Unitária | 1 753  | 4,66 / 100,00   | 3,06  |
|                         | Partido Renovador Democrático  | 1 072  | 2,85 / 100,00   | 13,56 |
|                         | Outros                         | 1 189  | 3,16 / 100,00   |       |
| Votos Inválidos         | Votos Inválidos                | 684    | 1,82 / 100,00   | 0,87  |
| Total                   | Total                          | 37 631 | 100,00 / 100,00 |       |
| Eleitorado/Participação | Eleitorado/Participação        | 46 144 | 81,55 / 100,00  | 1,25  |

### Penafiel
| Partido                 | Partido                        | Votos  | %               | +/-   |
| ----------------------- | ------------------------------ | ------ | --------------- | ----- |
|                         | Partido Social Democrata       | 20 645 | 58,76 / 100,00  | 29,16 |
|                         | Partido Socialista             | 7 684  | 21,87 / 100,00  | 0,36  |
|                         | Coligação Democrática Unitária | 2 199  | 6,26 / 100,00   | 3,18  |
|                         | Centro Democrático e Social    | 1 349  | 3,84 / 100,00   | 7,43  |
|                         | Partido Renovador Democrático  | 1 071  | 3,05 / 100,00   | 17,62 |
|                         | Outros                         | 1 424  | 4,06 / 100,00   |       |
| Votos Inválidos         | Votos Inválidos                | 765    | 2,18 / 100,00   | 0,85  |
| Total                   | Total                          | 35 137 | 100,00 / 100,00 |       |
| Eleitorado/Participação | Eleitorado/Participação        | 44 221 | 79,46 / 100,00  | 0,44  |

### Porto
| Partido                 | Partido                        | Votos   | %               | +/-   |
| ----------------------- | ------------------------------ | ------- | --------------- | ----- |
|                         | Partido Social Democrata       | 104 686 | 49,72 / 100,00  | 18,18 |
|                         | Partido Socialista             | 52 246  | 24,81 / 100,00  | 4,62  |
|                         | Coligação Democrática Unitária | 26 499  | 12,59 / 100,00  | 2,01  |
|                         | Partido Renovador Democrático  | 9 378   | 4,45 / 100,00   | 15,22 |
|                         | Centro Democrático e Social    | 8 961   | 4,26 / 100,00   | 5,80  |
|                         | Outros                         | 5 978   | 2,83 / 100,00   |       |
| Votos Inválidos         | Votos Inválidos                | 2 805   | 1,33 / 100,00   | 0,52  |
| Total                   | Total                          | 210 553 | 100,00 / 100,00 |       |
| Eleitorado/Participação | Eleitorado/Participação        | 270 854 | 77,74 / 100,00  | 0,13  |

### Póvoa de Varzim
| Partido                 | Partido                        | Votos  | %               | +/-   |
| ----------------------- | ------------------------------ | ------ | --------------- | ----- |
|                         | Partido Social Democrata       | 17 620 | 59,06 / 100,00  | 20,87 |
|                         | Partido Socialista             | 5 908  | 19,80 / 100,00  | 0,88  |
|                         | Centro Democrático e Social    | 2 736  | 9,17 / 100,00   | 8,19  |
|                         | Coligação Democrática Unitária | 1 681  | 5,63 / 100,00   | 2,51  |
|                         | Partido Renovador Democrático  | 705    | 2,36 / 100,00   | 10,78 |
|                         | Outros                         | 652    | 2,17 / 100,00   |       |
| Votos Inválidos         | Votos Inválidos                | 532    | 1,79 / 100,00   | 0,41  |
| Total                   | Total                          | 29 834 | 100,00 / 100,00 |       |
| Eleitorado/Participação | Eleitorado/Participação        | 39 057 | 76,39 / 100,00  | 0,40  |

### Santo Tirso
| Partido                 | Partido                        | Votos  | %               | +/-   |
| ----------------------- | ------------------------------ | ------ | --------------- | ----- |
|                         | Partido Social Democrata       | 28 752 | 49,99 / 100,00  | 23,68 |
|                         | Partido Socialista             | 17 614 | 30,63 / 100,00  | 4,84  |
|                         | Coligação Democrática Unitária | 3 258  | 5,66 / 100,00   | 2,95  |
|                         | Centro Democrático e Social    | 2 667  | 4,64 / 100,00   | 6,18  |
|                         | Partido Renovador Democrático  | 2 280  | 3,96 / 100,00   | 19,03 |
|                         | Outros                         | 1 876  | 3,26 / 100,00   |       |
| Votos Inválidos         | Votos Inválidos                | 1 068  | 1,86 / 100,00   | 0,71  |
| Total                   | Total                          | 57 515 | 100,00 / 100,00 |       |
| Eleitorado/Participação | Eleitorado/Participação        | 72 613 | 79,21 / 100,00  | 0,43  |

### Valongo
| Partido                 | Partido                        | Votos  | %               | +/-   |
| ----------------------- | ------------------------------ | ------ | --------------- | ----- |
|                         | Partido Social Democrata       | 19 801 | 50,71 / 100,00  | 24,05 |
|                         | Partido Socialista             | 11 040 | 28,27 / 100,00  | 3,45  |
|                         | Coligação Democrática Unitária | 3 987  | 10,21 / 100,00  | 3,21  |
|                         | Partido Renovador Democrático  | 1 504  | 3,85 / 100,00   | 18,17 |
|                         | Centro Democrático e Social    | 1 019  | 2,61 / 100,00   | 5,65  |
|                         | Outros                         | 1 024  | 2,60 / 100,00   |       |
| Votos Inválidos         | Votos Inválidos                | 676    | 1,73 / 100,00   | 0,50  |
| Total                   | Total                          | 39 051 | 100,00 / 100,00 |       |
| Eleitorado/Participação | Eleitorado/Participação        | 48 982 | 79,73 / 100,00  | 0,12  |

### Vila do Conde
| Partido                 | Partido                        | Votos  | %               | +/-   |
| ----------------------- | ------------------------------ | ------ | --------------- | ----- |
|                         | Partido Social Democrata       | 19 340 | 51,66 / 100,00  | 20,91 |
|                         | Partido Socialista             | 11 537 | 30,82 / 100,00  | 3,30  |
|                         | Coligação Democrática Unitária | 2 423  | 6,47 / 100,00   | 3,33  |
|                         | Centro Democrático e Social    | 1 316  | 3,52 / 100,00   | 5,49  |
|                         | Partido Renovador Democrático  | 1 139  | 3,04 / 100,00   | 14,93 |
|                         | Outros                         | 1 041  | 2,79 / 100,00   |       |
| Votos Inválidos         | Votos Inválidos                | 638    | 1,70 / 100,00   | 0,68  |
| Total                   | Total                          | 37 434 | 100,00 / 100,00 |       |
| Eleitorado/Participação | Eleitorado/Participação        | 46 855 | 79,89 / 100,00  | 0,19  |

### Vila Nova de Gaia
| Partido                 | Partido                        | Votos   | %               | +/-   |
| ----------------------- | ------------------------------ | ------- | --------------- | ----- |
|                         | Partido Social Democrata       | 67 541  | 48,06 / 100,00  | 20,17 |
|                         | Partido Socialista             | 41 621  | 29,62 / 100,00  | 4,29  |
|                         | Coligação Democrática Unitária | 14 001  | 9,96 / 100,00   | 2,73  |
|                         | Partido Renovador Democrático  | 6 080   | 4,33 / 100,00   | 17,46 |
|                         | Centro Democrático e Social    | 4 331   | 3,08 / 100,00   | 4,44  |
|                         | Outros                         | 4 690   | 3,34 / 100,00   |       |
| Votos Inválidos         | Votos Inválidos                | 2 265   | 1,61 / 100,00   | 0,82  |
| Total                   | Total                          | 140 529 | 100,00 / 100,00 |       |
| Eleitorado/Participação | Eleitorado/Participação        | 177 711 | 79,08 / 100,00  | 2,25  |